# ابن أرنبغا الزردكاش
ابن أَرَنْبُغَا الزَرَدكاش هو عالمٌ بالحِيَل (الميكانيك) ومُخترعٌ مُسلمٌ عاش خلال العصر المملوكي. عُرف من خلال كتابه المخطوط «الأنيق في المناجنيق» الذي نُشر مطبوعًا أوَّل مرَّة سنة 1405هـ = 1985م بالاشتراك بين معهد التُراث العلمي العربي والمُنظَّمة العربيَّة للتربية والثقافة والعُلُوم، بعد أن حقَّقه الدكتور إحسان هندي.
قال الدكتور هندي في مُقدِّمة الكتاب أنَّهُ فشل في العُثُور على معلوماتٍ وافيةٍ عن الزردكاش، بل إنَّهُ لم يعرف اسمه الكامل، فبقيت المعلومات عنه مُرتبط باسم أبيه «أَرَنْبُغَا الزَرَدكاش». وممَّا أثار حيرته أكثر أنَّ المصادر التاريخيَّة عن الفترة التي ظهر فيها المخطوط، أي القرن التاسع للهجرة، مثل كتاب «الضوء اللَّامع» للإمام السخاوي و«النُجُوم الزاهرة» لابن تغري بردي و«السُلُوك لمعرفة دول المُلُوك» للمقريزي، لم تأتِ على ذكر قائدٍ عسكريٍّ يُدعى «أَرَنْبُغَا الزَرَدكاش»، وإنما تذكر «أَسَنْبُغَا الزَرَدكاش»، وثلاثة أشخاصٍ يُدعون «أَرَنْبُغَا» ولكن دون إضافة مهنة «الزَرَدكاش»أ[›] إلى أسمائهم، وهم: أرنبغا الظاهري وأرنبغا الخاصكي وأرنبغا اليونسي الناصري، وقد تُوفي الأوَّل سنة 801هـ والثاني سنة 811هـ والثالث سنة 857هـ.
رجَّح هندي أن يكون والد الزردكاش أحد شخصين: إمَّا أن يكون «أَسَنْبُغَا الزَرَدكاش» ويكون التحريف في الاسم من أسنبُغا إلى أرنبُغا قد حصل لاحقًا على يد ناسخ المخطوط، وبهذه الحالة يكون «أَسَنْبُغَا الزَرَدكاش» عربيّ الأصل من أهالي حلب كما تقول المراجع المُعاصرة له وعلى رأسها «النُجُوم الزاهرة»، تسمَّى باسم المماليك كي تكون له حظوة عندهم، ودخل في خدمة السُلطان الناصر مُحمَّد بن قلاوون فحظي لديه بمكانةٍ عظيمة. وإمَّا أن يكون اسمه «أَرَنْبُغَا» كما ورد في المخطوط، وبهذه الحالة يكون هو أرنبغا اليونسي الناصري، أحد مُقدَّمي الأُلُوف في الديار المصريَّة الذي تُوفي يوم 19 ربيع الأوَّل 857هـ، وكان شُجاعًا مقدامًا عارفًا بالحُرُوب وأنواعها. ولكنَّ المصادر لا تُشير إلى أنَّ المذكور استلم وظيفة «الزردكاش» خلال أي فترة من فترات حياته. يُعلِّل هندي هذا الأمر باحتمال كون الزردكاشيَّة مهنة الابن لا الأب، فيكون الاسم الذي عُرف به هو «ابن أَرَنْبُغَا» وتكون كلمة «زردكاش» لحقت باسمه لمَّا استلم هذا المنصب، لذا فهو يُرجِّح أن يكون هذا هو ابن أرنبغا الزردكاش صاحب كتاب «الأنيق في المناجنيق».

## حاشية
- ^ أ: «الزَرَدْكاش» مُصطلحٌ منحوت من «زرد» العربيَّة و«كاش» الفارسيَّة، والأخيرة لاحقة تُفيد الاتَّصاف. أُطلقت هذه التسمية خلال العصر المملوكي على صانع الأسلحة والعامل على صيانتها.[4] أمَّا «بُغَا» فتعني «الفحل»، وكانت أسماء الكثير من المماليك تضم هذا المقطع للدلالة على القُوَّة والبأس.[2][5]